# John Utaka
John Utaka (født 8. januar 1982 i Enugu) er en nigeriansk fodboldspiller, der spiller for Sedan i Frankrig. Han har været udtaget til Nigerias VM-trup to gange; første gang i 2002, og senest i 2010.
Han er bror til Peter Utaka.